# 아이치군

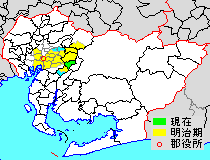
아이치현 아이치군의 위치 (녹색: 도고정, 하늘색: 후에 다른 군에서 편입된 지역)

아이치군(일본어: 愛知郡, あいちぐん)은 일본 아이치현(오와리국)의 군이다. 나고야시의 동쪽이다. 아이치현의 이름은 아이치군의 이름을 따랐다.
인구 43,741명, 면적 18.03km², 인구밀도 2,426명/km².(2025년 6월 1일, 추계인구)
이하 1정으로 구성된다.
- 도고정(東郷町)

## 군역
1878년 행정 구역으로 발족 당시의 군역은 위의 도고정 외에 아래 구역에 해당한다.
- 나고야시의 대부분
- 세토시의 일부
- 도요아케시의 일부
- 닛신시·나가쿠테시 전역

## 역사
나고야현이 아이치현으로 개칭(1872년)할 때, 현청 소재지의 군명(아이치군 나고야)이 현명에 채용되었다라는 유래가 있는 군이다. 1878년 군구정촌편제법에 의해 아이치 군내의 나고야가 나고야구(1889년, 시로 승격해 나고야시)로서 분리 독립했다. 그 후도 주변 정촌이 나고야시로 편입이 진행되었고 나고야 철도 도요타선의 개통 이후 더욱 인구가 증가해 닛신정이 시로 승격하였다. 2012년에는 나가쿠테정도 시로 승격해 도고정만이 아이치군에 남게 되었다. 
- 1878년 12월 20일 - 군구정촌 편제법이 아이치현에서 시행됨에 따라, 나고야성 주위 지역으로 나고아구(名古屋区)가 발족, 군에서 이탈. 잔여부로 행정 구역으로서의 아이치군(愛知郡)이 발족.

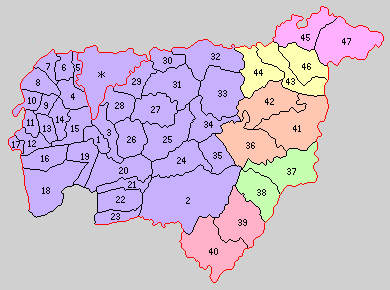
1.아쓰타정 2.나루미정 3.후루사와촌 4.오이세촌 5.나고노촌 6.다카바촌 7.히비쓰촌 8.오리토요촌 9.야나모리촌 10.이와쓰카촌 11.미쿠리야촌 12.이치야나기촌 13.아라코촌 14.마쓰바촌 15.야와타촌 16.메이토쿠촌 17.시모노잇시키촌 18.간세이촌 19.다카라다촌 20.요비쓰기촌 21.가사데라촌 22.호시자키촌 23.나루오촌 24.시마노촌 25.야토미촌 26.미즈호촌 27.히로지촌 28.고키소촌 29.지쿠사촌 30.나베야우에노촌 31.다시로촌 32.이노코이시촌 33.다카야시로촌 34.우에다촌 35.히라바리촌 36.가구야마촌 37.모로와촌 38.하루키촌 39.구쓰카케촌 40.도요아케촌 41.하쿠산촌 42.이와사키촌 43.야자코촌 44.나카쿠테촌 45.하타노촌 46.가미고촌 47.야마구치촌 (보라: 나가노시 분홍: 세토시 빨강: 도요아케시 주황: 닛신시 노랑: 나가쿠테시 녹색: 도고정 *는 설립 당시의 나고야시)

- 1889년 10월 1일 - 정촌제 시행으로, 아래의 정촌이 발족. 따로 적은 경우 외에는 현 나고아시.(2정 45촌)

- 아쓰타정(熱田町)
- 나루미정(鳴海町)
- 후루사와촌(古沢村)
- 오이세촌(笈瀬村)
- 나고노촌(那古野村)
- 다카바촌(鷹場村)
- 히비쓰촌(日比津村)
- 오리토요촌(織豊村)
- 야나모리촌(柳森村)
- 이와쓰카촌(岩塚村)
- 미쿠리야촌(御厨村)
- 이치야나기촌(一柳村)
- 아라코촌(荒子村)
- 마쓰바촌(松葉村)
- 야와타촌(八幡村)
- 메이토쿠촌(明徳村)
- 시모노잇시키촌(下之一色村)
- 간세이촌(寛政村)
- 다카라다촌(宝田村)
- 요비쓰기촌(呼続村)
- 가사데라촌(笠寺村)
- 호시자키촌(星崎村)
- 나루오촌(鳴尾村)
- 시마노촌(島野村)
- 야토미촌(弥富村)
- 미즈호촌(瑞穂村)
- 히로지촌(広路村)
- 고키소촌(御器所村)
- 지쿠사촌(千種村)
- 나베야우에노촌(鍋屋上野村)
- 다시로촌(田代村)
- 이노코이시촌(猪子石村)
- 다카야시로촌(高社村)
- 우에다촌(植田村)
- 히라바리촌(平針村)
- 가구야마촌(香久山村): 현 닛신시
- 모로와촌(諸和村): 현 도고정
- 하루키촌(春木村): 현 도고정
- 구쓰카케촌(沓掛村): 현 도요아케시
- 도요아케촌(豊明村): 현 도요아케시
- 하쿠산촌(白山村): 현 닛신시
- 이와사키촌(岩崎村): 현 닛신시
- 야자코촌(岩作村): 현 나가쿠테시
- 나가쿠테촌(長湫村): 현 나가쿠테시
- 하타노촌(幡野村): 현 세토시
- 가미고촌(上郷村): 현 나가쿠테시
- 야마구치촌(山口村): 현 세토시
- 일부는 니시카스가이군 긴조촌·스기촌, 지타군 나와촌 소속이 됨.

- 1891년 4월 1일 - 군제 시행.
- 1896년 3월 25일 - 고키소촌의 일부가 나고야시에 편입.
- 1897년 7월 12일 - 요비쓰기촌이 정제 시행으로 요비쓰기정(呼続町)이 됨.(3정 44촌)
- 1898년 8월 22일(3정 42촌)
  - 나고노촌 및 후루사와촌의 일부가 나고야시에 편입.
  - 후루사와촌의 잔여부가 아쓰타정에 편입.
- 1901년 2월 22일 - 이치야나기촌의 일부가 미쿠리야촌에 편입.
- 1902년 2월 12일 - 지쿠사촌이 정제 시행으로 지쿠사정(千種町)이 됨.(4정 41촌)
- 1904년 12월 20일 - 오이세촌이 정제 시행과 개칭으로 아이치정(愛知町)이 됨.(5정 40촌)
- 1906년 5월 10일 - 아래의 정촌 합병이 진행되다. 요비쓰기정을 제외하고는 신설합병.(5정 16촌)
  - 히가시야마촌(東山村) ← 나베야우에노촌, 다시로촌
  - 나가쿠테촌(長久手村) ← 나카쿠테촌(長湫村), 가미고촌, 야자코촌
  - 이타카촌(猪高村) ← 다카야시로촌, 이노코이시촌
  - 하타야마촌(幡山村) ← 하타노촌, 야마구치촌
  - 도고촌(東郷村) ← 모로와촌, 하루키촌
  - 닛신촌(日進村) ← 가구야마촌, 하쿠산촌, 이와사키촌
  - 도요아케촌 ← 구쓰카케촌, 도요아케촌
  - 고키소촌 ← 히로지촌, 고키소촌
  - 가사데라촌 ← 가사데라촌, 나루오촌, 호시자키촌
  - 도키와촌(常磐村) ← 이와쓰카촌, 야나모리촌, 마쓰바촌
  - 나카촌(中村) ← 다카바촌, 히비쓰촌, 오리토요촌
  - 아라코촌 ← 아라코촌, 미쿠리야촌, 이치야나기촌
  - 오스촌(小碓村) ← 메이토쿠촌, 간세이촌, 다카라다촌
  - 덴파쿠촌(天白村) ← 야토미촌［八事·名古屋新田］, 시마노촌, 우에다촌, 히라바리촌
  - 요비쓰기정 ← 요비쓰기정, 미즈호촌, 야토미촌［中根］
- 1907년
  - 6월 1일 - 아쓰타정이 나고야시에 편입.(4정 16촌)
  - 7월 16일 - 오스촌의 일부가 나고야시에 편입.
- 1917년 8월 1일 - 시모노잇시키촌이 정제 시행으로 시모노잇시키정(下之一色町)이 됨.(5정 15촌)
- 1921년 8월 22일 - 나카촌·지쿠사정·히가시야마촌·아이치정·도키와촌·고키소촌·아라코촌·가사데라촌·요비쓰기정·야와타촌·오스촌이 나고야시에 편입.(2정 7촌)
- 1928년 3월 3일 - 덴파쿠촌의 일부가 나고야시에 편입.
- 1937년 3월 1일 - 시모노잇시키정이 나고야시에 편입.(1정 7촌)
- 1955년
  - 2월 11일 - 하타야마촌이 세토시에 편입.(1정 6촌)
  - 4월 5일 - 덴파쿠촌·이타카촌이 나고야시에 편입.(1정 4촌)
- 1957년 1월 1일 - 도요아케촌이 정제 시행으로 도요아케정(豊明町)이 됨.(2정 3촌)
- 1958년 1월 1일 - 닛신촌이 정제 시행으로 닛신정(日進町)이 됨.(3정 2촌)
- 1963년 4월 1일 - 나루미정이 나고야시에 편입.(2정 2촌)
- 1970년 4월 1일 - 도고촌이 정제 시행으로 도고정(東郷町)이 됨.(3정 1촌)
- 1971년 4월 1일 - 나가쿠테촌이 정제 시행으로 나가쿠테정(長久手町)이 됨.(4정)
- 1972년 8월 1일 - 도요아케정이 시제 시행으로 도요아케시(豊明市)가 되어, 군에서 이탈.(3정)
- 1994년 10월 1일 - 닛신정이 시제 시행으로 닛신시(日進市)가 되어, 군에서 이탈.(2정)
- 2012년 1월 4일 - 나가쿠테정이 시제 시행으로 나가쿠테시(長久手市)가 되어, 군에서 이탈.(1정)